# Henri Légaré
Henri Légaré (ur. 20 lutego 1918, zm. 19 lipca 2004) – kanadyjski duchowny katolicki, arcybiskup Grouard-McLennan.
Zakonnik, członek zgromadzenia Oblatów Niepokalanej Maryi (OMI). Przyjął święcenia kapłańskie 29 czerwca 1943. 13 lipca 1967 został mianowany przez papieża Pawła VI biskupem Labradoru-Schefferville (prowincja Quebec); sakrę przyjął z rąk kardynała Maurice Roya 9 września 1967. W listopadzie 1972 został promowany na arcybiskupa Grouard-McLennan (prowincja Alberta}. W latach 1981–1983 był przewodniczącym Konferencji Episkopatu Kanady. Po osiągnięciu wieku emerytalnego złożył rezygnację z rządów archidiecezją w lipcu 1996.
Wśród biskupów, którym udzielił sakry biskupiej, był m.in. arcybiskup Vancouver Adam Exner O.M.I. (12 marca 1974).